# Бъкингам (окръг, Вирджиния)
Окръг Бъкингам (на английски: Buckingham County) е окръг в щата Вирджиния, Съединени американски щати. Площта му е 1513 km², а населението - 15 623 души (2000). Административен център е населеното място Бъкингам.